# スタニスラフ・レフチェンコ
スタニスラフ・アレクサンドロヴィチ・レフチェンコ（ロシア語: Станислав Александрович Левченко、1941年7月28日 - ）は、1979年にソ連からアメリカ合衆国へ亡命した元ソ連国家保安委員会（KGB）少佐である。1989年にアメリカ国籍を取得。

## 経歴

### KGB
レフチェンコは、1941年7月28日にモスクワで生まれる。レフチェンコの父親は、ソ連軍の軍人で、最終階級（退役前に死去）は少将だった。レフチェンコは、1944年に実母を亡くし、第二次世界大戦終戦直後に（実父が）外科医の女性と再婚する。レフチェンコの実母はユダヤ人だったが、継母が養子縁組した際に、ユダヤ人であるという記録を抹消した。レフチェンコは、9歳から英語教育を受け、1958年秋にモスクワ大学東洋語学部に進学し、6年間日本語を学ぶ。レフチェンコは大学進学前の時点で、芥川龍之介の小説に心酔するなど、日本の親しみを持っていた。レフチェンコは、片山潜の娘、片山安子より日本語教育を受けていた。大学4年時(1962年)になると、ソ連に訪問した日本人の案内係を務めた。大学卒業後は、漁業研究所に勤務するが、GRUを経て、1968年にはKGB第2総局に入局し、1971年からはKGB第1総局へ異動となった。レフチェンコは、1966年4月にモスクワ労働組合協議会代表団の通訳として初来日し、その後1970年までで幾度か来日し、大阪万博開催時にも来日している。
1974年、レフチェンコは、ノーヴォエ・ヴレーミャ編集部に出向し、ここで表向きの職業として記者の肩書が与えられる。また、ただ在籍していたわけではなく、実際に記事を執筆するなどしていた。
1974年末、KGBはレフチェンコを、表向きはノーヴォエ・ヴレーミャの記者として日本に派遣させることを決定した。レフチェンコは1975年2月に来日し、積極工作を行なった。積極工作とは、ジャーナリストや政治家などと接触し、その国の世論が親ソ的なものになるよう謀略をしかけることである。レフチェンコは、渋谷区宇田川町のマンションに住居を構え、日本の政財界、官僚やジャーナリストなどの人物を情報提供者としたスパイ網を構築した
日本時代のレフチェンコは、表向きは記者として活動し、政治家にアポイントメントを申し込み、取材を行ない、記事の執筆をしていた。レフチェンコの日本時代の記事の執筆内容については、古森義久は稚拙な表現が多いと評している。

### 亡命
1979年10月に、東京都内にあるアメリカ軍関係者用ホテルである山王ホテルへ駆け込み、亡命を申請しアメリカへ亡命した。レフチェンコの亡命は、2日後の10月26日に日本の新聞で報道されたが、この時点では「ソ連の記者がアメリカに亡命」と小さく報道された。
1981年、レフチェンコはソ連の裁判で、反逆罪による死刑判決が下された。
さらにKGBエージェントのスヴェトラーナ(Svetlana Ogorodnikova)とニコライ(Nikolai Ogorodnikov)はアメリカでレフチェンコを探し出そうとしたが、これらの試みは「リチャード・ミラー・スパイ事件(Richard Miller spy case)」で露見することとなった。

## レフチェンコ事件
レフチェンコは亡命後、1982年7月14日、アメリカ下院情報特別委員会の聴聞に応じ、KGBの対日工作について証言を行なった。その時、日本には200人ほどのKGBの協力者がいると述べた。1982年12月9日、アメリカの記者会見でレフチェンコが会見した。
1982年12月にはアメリカ議会などで、KGBによる日本のスパイ組織網に関する証言を行い、さらにKGBの日本人協力者およそ200人の名前を供述した。
協力者リストには、自由民主党の石田博英労働大臣や日本社会党の勝間田清一委員長などの政治家、テレビ朝日専務の三浦甲子二、産経新聞編集局長の山根卓二など、ジャーナリスト、外交官、内閣調査室など情報機関員の名前が記載されていた。
1983年8月に『レフチェンコは証言する』（週刊文春編集部編、文藝春秋）が出版された。1988年にレフチェンコは、自叙伝 On the Wrong Side : My Life in the KGB を出版した。